# 昂日雷
昂日雷（法語：Angirey，法語發音：[ɑ̃ʒiʁɛ]）是法国上索恩省的一个市镇，属于沃苏勒区。

## 地理
昂日雷（47°27'19"N, 5°46'2"E）面积8.87 平方千米，位于法国勃艮第-弗朗什-孔泰大區上索恩省，该省份为法国东部内陆省份，北起顺时针与孚日省、贝尔福地区省、杜省、汝拉省、科多尔省和上马恩省接壤。
与昂日雷接壤的市镇（或旧市镇、城区）包括：锡泰、伊尼、索维涅莱格雷、韦勒弗雷和韦勒弗朗日、科隆比讷。
昂日雷的时区为UTC+01:00、UTC+02:00（夏令时）。

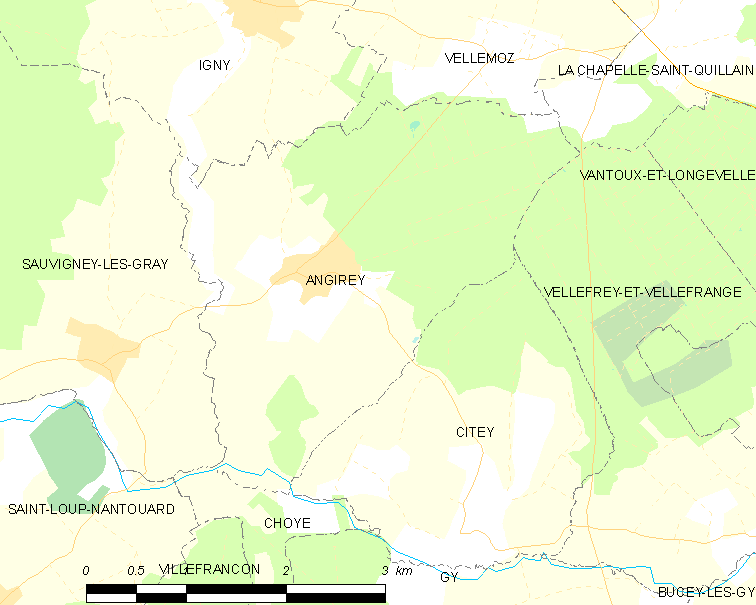
昂日雷的OSM定位图

## 行政
昂日雷的邮政编码为70700，INSEE市镇编码为70022。

## 政治
昂日雷所属的省级选区为格雷县。

## 人口

1962-2008年间昂日雷人口变化图示

昂日雷于2022年1月1日时的人口数量为155人。